# 朗贝尔蒂塔

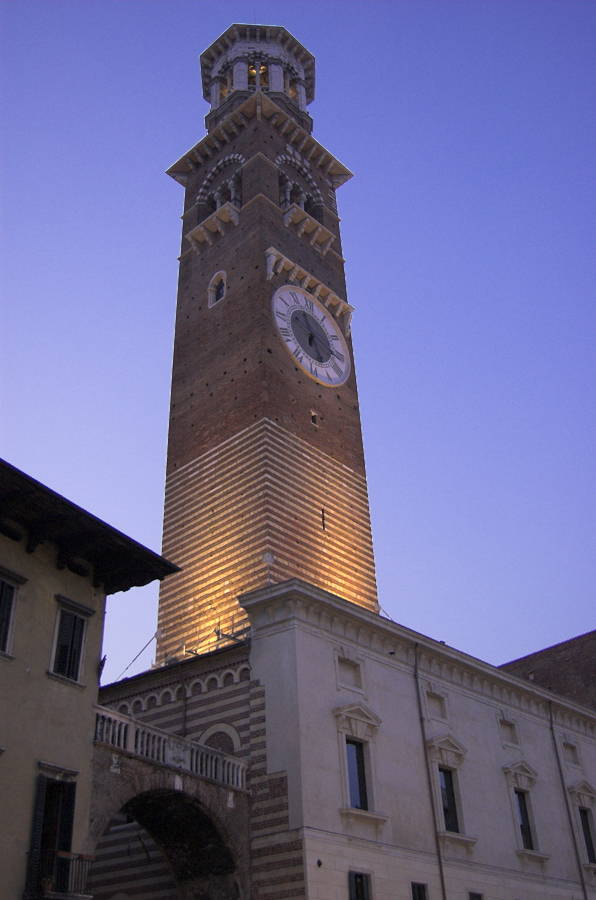
朗贝尔蒂塔

朗贝尔蒂塔（Torre dei Lamberti）是意大利北部城市维罗纳的一座高塔，高达84米。 
该塔始建于1172年，1403年5月被雷电击中，直到1448年才开始修复工程，到1464年完成，并且加以扩大。修复的部分可以辨别出来，因为使用了不同的材料（如大理石）。
这座塔有两个钟：小钟名为Marangona，用于报时和报告火警。大钟是在1779年增加的，称为Rengo，用于召集民众保卫城市或召集议会。
45°26′35.11″N 10°59′51.79″E / 45.4430861°N 10.9977194°E